# Лянцев, Николай Васильевич
Николай Васильевич Лянцев (19 декабря 1920, Сухиничи, Калужская губерния — 11 сентября 1987, Москва) — командир отделения разведки 308-го артиллерийского полка, старший сержант — на момент представления к награждению орденом Славы 1-й степени.

## Биография
Родился 19 декабря 1920 в городе Сухиничи (ныне — Калужской области) в семье служащего. Окончил 7 классов, школу фабрично-заводского ученичества. Работал кузнецом на одном из заводов в городе Калуге.
С началом Великой Отечественной войны сам пришел в военкомат. Имея на руках «белый билет», он не подлежал мобилизации, но всё-таки добился отправки на фронт. С ноября 1941 года в составе 78-й стрелковой дивизии красноармеец Лянцев сражался на подступах к Москве.
Летом 1944 года под Витебском при прорыве вражеской обороны по координатам Лянцева артиллеристы подавили много огневых средств противника и обеспечили пехотинцам выполнение боевой задачи. С плацдарма на Немане командир разведотделения Лянцев умело корректировал огонь батарей. Под литовской деревней Боблавки в течение дня по его целеуказаниям было уничтожено пять пулеметных точек, минометная батарея и противотанковое орудие. 18 октября 1944 года в бою за поселок Эйдткунен сержант Лянцев, находясь на наблюдательном пункте батальона, корректировал огонь батареи. По его целеуказаниям были подбиты 2 вражеских танка. 27 октября 1944 был ранен, но поля боя не оставил. Приказом 18 декабря 1944 года сержант Лянцев Николай Васильевич награждён орденом Славы 3-й степени.
Весной 1945 года дивизия, в которой служил сержант Лянцев, участвовала в боях по ликвидации группировки противника в Восточной Пруссии. Как всегда, артиллерист-разведчик был рядом с пехотинцами, в их боевых порядках. 26 марта 1945 года у населенного пункта Гросс-Хоппенбрух, сержант Лянцев, находясь в боевых порядках пехоты, обнаружил 4 пулеметных точки и 1 орудие, которые затем были подавлены огнём артиллерии. 13 апреля 1945 года в 20 километрах северо-западнее города Кенигсберг был ранен, но остался в строю. А когда группа фашистов прорвалась в район наблюдательного пункта, Лянцев вместе с пехотинцами вступил в рукопашную схватку и уничтожил четырёх вражеских солдат. Приказом 25 апреля 1945 года сержант Лянцев Николай Васильевич награждён орденом Славы 2-й степени.
С разгромом Германии война для старшего сержанта Лянцева не закончилась. В составе своей дивизии, переброшенной на Дальний Восток, он вновь отличился в боях. 9 августа 1945 года при прорыве обороны противника в 27 километрах северо-западнее города Гродеково Пограничного района Приморского края старший сержант Лянцев гранатами забросал амбразуру дота и подавил пулемет. В схватке в траншее истребил 7 японцев. 13 августа близ города Мулин с группой разведчиков 6 часов удерживал высоту, отражая натиск неприятеля. Был тяжело ранен, но поля боя не покинул.
Указом Президиума Верховного Совета СССР от 23 сентября 1945 года за исключительное мужество, отвагу и бесстрашие, проявленные в боях старший сержант Лянцев Николай Васильевич награждён орденом Славы 1-й степени. Стал полным кавалером ордена Славы.
В 1946 году Н. В. Лянцев был демобилизован. Жил в городе-герое Москве. В 1967 году вступил в КПСС. Работал кузнецом, мастером цеха, старшим инженером отдела материально-технического снабжения на заводе. Умер 11 сентября 1987 года. Похоронен на Востряковском кладбище города Москвы.
Награждён орденами Отечественной войны 1-й степени, Красной Звезды, Славы 3-х степеней, медалями.

## Интересные факты
В разных источниках год рождения Лянцева Николая Васильевича различен. В наградном листе к медале «За отвагу» рядовой Лянцев Николай Васильевич числится наводчиком батареи 76-мм пушек 618 стрелкового полка 215-й стрелковой дивизии и 48-й отдельной стрелковой бригады, на фронте с июля 1941 года.  В наградном листе к Ордену Славы III степени указана дата начала службы в РККА с февраля 1940 года. В печатной Книге памяти «Калужская область. Том 3» на стр. 623, Лянцев Николай Васильевич числится как пропавший без вести в 1942 году. Источником этой ошибки послужили списки безвозвратных потерь поданные Смоленским областным военкоматом. Эти факты не ставят под сомнение подвиги Героя, а подчёркивают несовершенство методов учёта, что хорошо знакомо исследователям солдатских судеб.